# Ti vorrei
Ti vorrei è il secondo singolo estratto dall'album Malinconoia di Marco Masini, scritto con Giancarlo Bigazzi e Giuseppe Dati.
Il brano è stato anche portato al Festivalbar 1991, dove Masini vinse nella sezione 33 giri con Malinconoia.
Esiste una versione di Umberto Tozzi inserita nell'album Tozzi Masini del 2006.

## Tracce
1. Ti vorrei – 4:35
2. Cenerentola innamorata – 5:22